# Japán tankok a második világháborúban

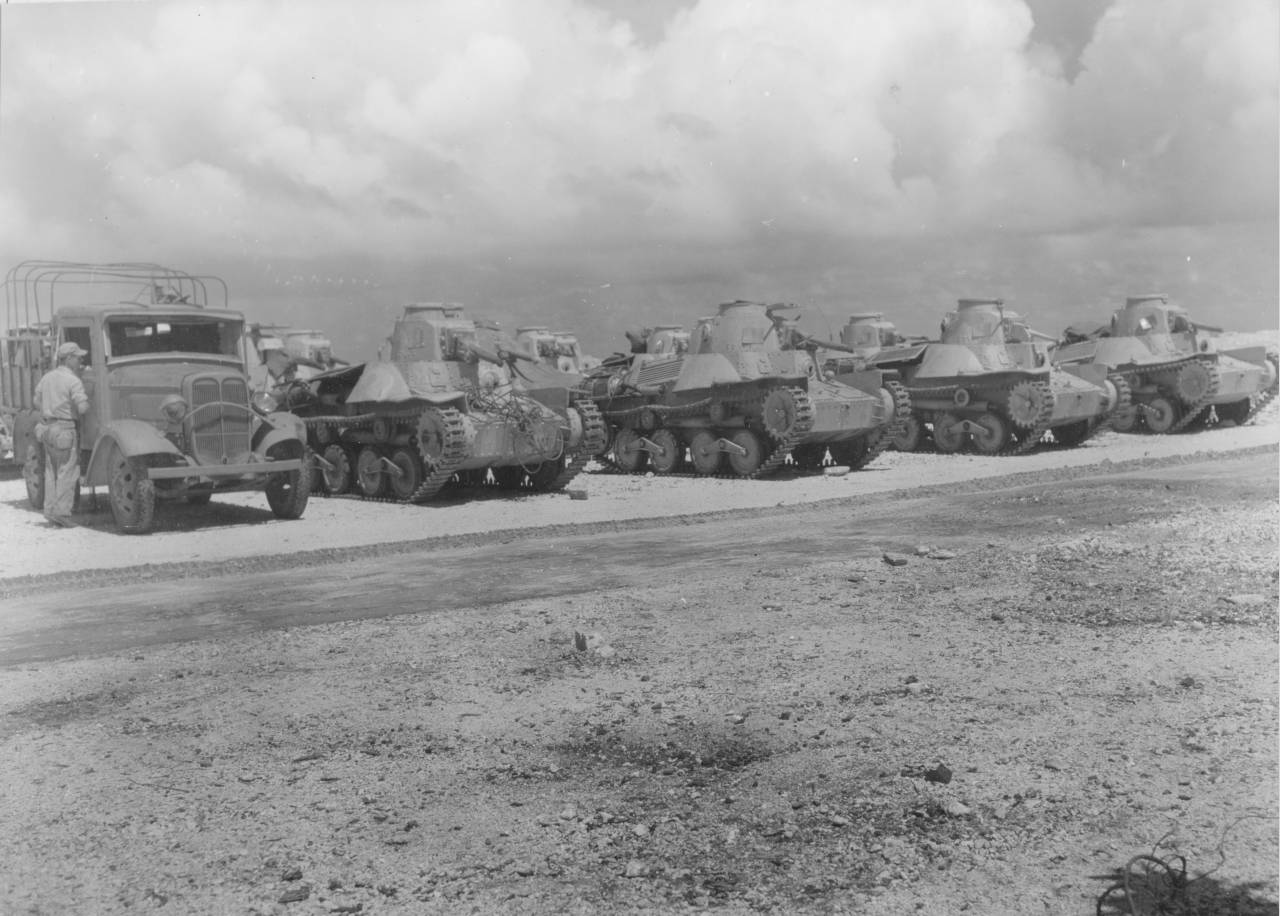
16. japán páncélos ezred a Marcus Islanden - Type 95 Ha-Gó harckocsik

A második világháborúban Európa és Észak-Amerika mellett a legjelentősebb tankállománnyal Japán rendelkezett. A Kínával való konfliktusnak köszönhetően a japán tankgyártás már az 1930-as években is fejlettebb volt, mint bárhol Európában, és 1940-re a szigetország a világ ötödik legnagyobb páncélos haderejévé nőtte ki magát. Ez kulcsfontosságú szerepet játszott a korai győzelmekben, azonban a háború végére a tankgyártás háttérbe szorult, felváltotta a hadiflotta és a légierő fejlesztése. Legjobb tankjaikat csak honvédelemre használták.

## Háború előtti fejlesztések

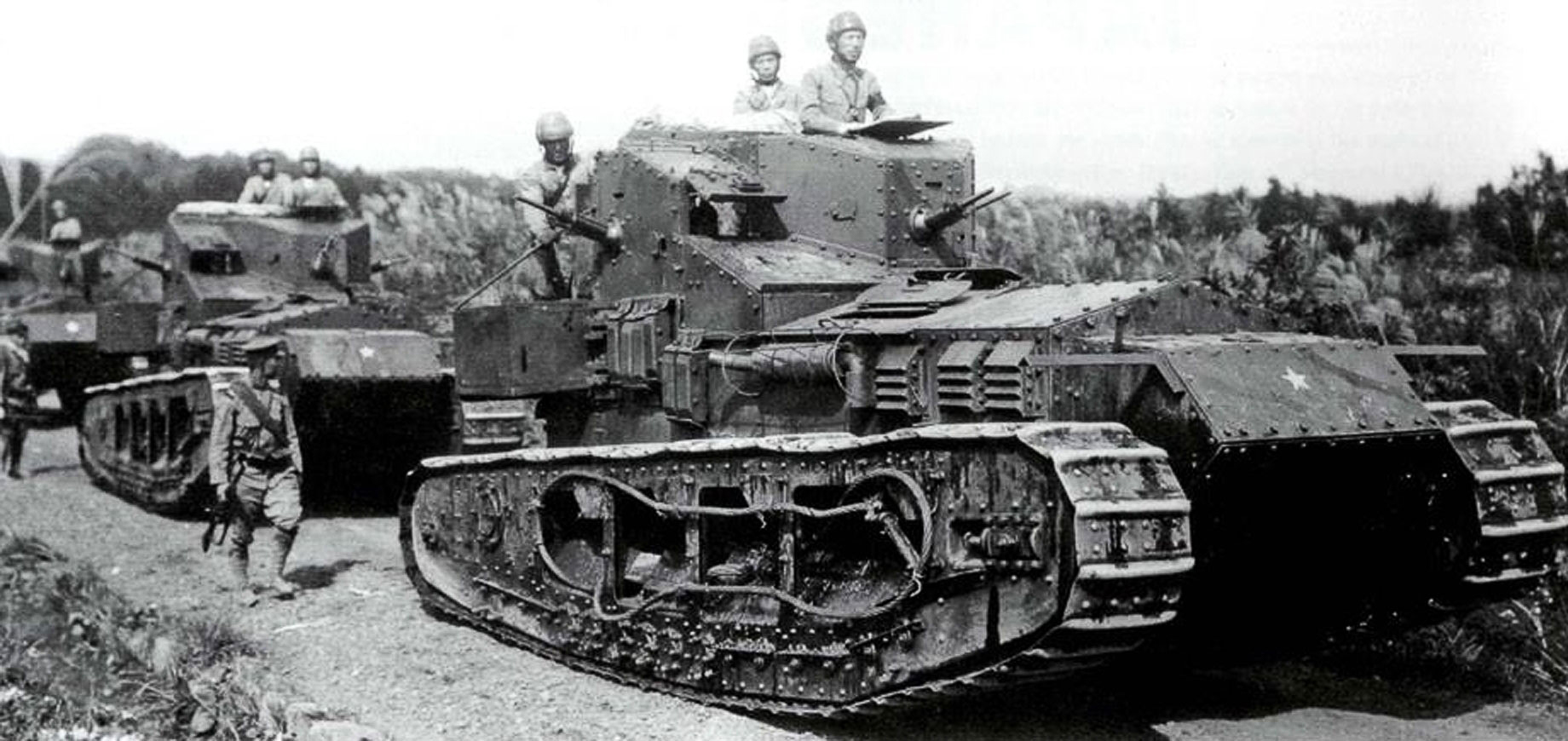
Medium Mark A Whippetek Japánban

A 20. század elején Japán hadi technológia terén több ponton is elmaradottnak bizonyult. Ennek hatására kezdtek el érdeklődni a páncélos haderők iránt, és az első világháború után nyugati mintára igyekeztek modernizálni a hadsereget. Próbaképp 1918-ban egy Heavy Mark IV harckocsit vásároltak Nagy-Britanniából, ezt követte hat Medium Mark A Whippet és tizenhárom francia Renault FT-17 1919-ben. Ezeket leginkább a Japán Császári Hadsereg gyalogos és lovassági egységeiben alkalmazták, ám a Whippeteket az oroszországi polgárháború végén Vlagyivosztokban is bevetették.
Az első japán páncélos hadosztályt 1925-ben állították ki, kezdetben három könnyű és egy nehéz harckocsi zászlóaljjal. Ezeket az egységeket azonban saját tankgyártás hiányában nem tudták felszerelni, így a Japán Császári Hadsereg újabb tankokat kívánt importálni Nagy-Britanniából és Franciaországból. Az újabb modelleket azonban nem tudták nélkülözni a szóban forgó hatalmak, mivel szükségük volt rájuk saját haderejükben, így végül Japán csak néhány régebbi Renault FT-17-hez juthatott hozzá. Évekkel később, 1929-ben tíz Renault NC1-re is szert tettek (ezeket később Ocu-Gata Szensa vagy "Type B Tank"-nak nevezték).
A tapasztalatok alapján elkezdődött a japán tankfejlesztés. Az első prototípus 1927-ben készült el, puha acélból, a főtorony mellett két (első és hátsó) toronnyal, hasonlóan a francia Char 2C-hez. A maga 18 tonnájával túl nehéznek bizonyult, és később ezek továbbfejlesztéséből keletkeztek a Type 91 és a Type 95 nehéz harckocsik, melyeket a Japán Császári Hadsereg feleslegesen nagynak ítélt.
1927 márciusában érkezett hozzájuk néhány angol Vickers Model C jármű, még kísérleti stádiumban. A tesztek közben a benzinmotor lángra kapott, így azt a japán fejlesztők egy biztonságosabban működő dízelmotorra cserélték. Az így létrejött modell a Type 89 Ji-Gó nevet kapta. A Type 89 gyártása a Szagami Fegyvergyár feladata lett volna, ám megfelelő kapacitás híján magáncégeket bíztak meg a gyártással és fejlesztéssel, mint például a Mitsubishi Heavy Industries. A Mitsubishi egy teljesen új meghajtórendszert fejlesztett ki a Type 89 számára, mely ekkor még benzinmotorral működött (Type 89A), egészen a cég első dízelmotorának megjelenéséig, mely 1934-ben készült el (Type 89B Ocu).

## Japán fejlesztések

### Type 87 Csi-I közepes harckocsi (kísérleti első modell)

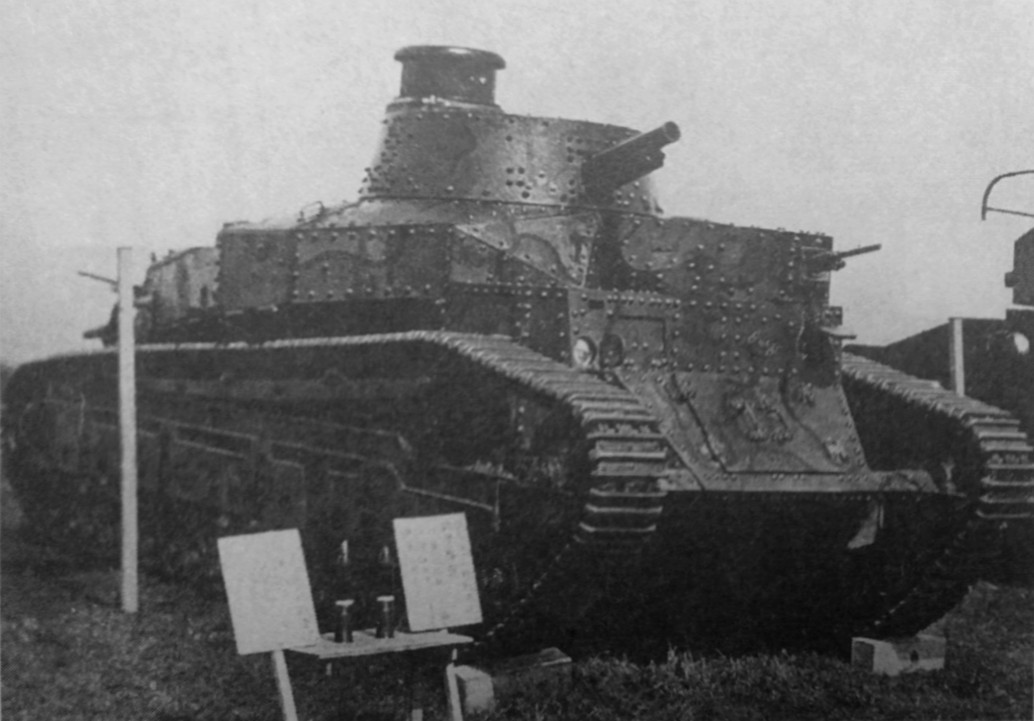
Kísérleti első modell (Type 87 Csi-I)

Az első japán harckocsi fejlesztése 1925 júniusában vette kezdetét. A hadsereg gépkocsi-csoportjának négy mérnöke vett részt a fejlesztésben, köztük Tomio Hara őrnagy, aki később a tankfejlesztési osztály vezetőjévé lépett elő. A csapat nehéz feladatnak nézett elébe, hiszen a határidő két évre volt kitűzve, és korábbi tankgyártás hiányában teljesen nulláról kellett kezdeniük, szinte a semmiből felépítve.
Hara tervezett egy egyedi felfüggesztést, mely később a Hara-felfüggesztés nevet kapta. Ez a felfüggesztés lett a későbbi japán harckocsik szabványa, a Type 89-es közepes harckocsin is ez található. 
A tervek 1926 májusára készültek el, a gyártást pedig Oszakában folytatták. Ebben az időben nem igazán beszélhetünk fejlett
járműiparról Japánban, így a prototípus elkészítése jelentős problémákba ütközött. Ennek ellenére a kiírt időpontra, 1927 februárra elkészült a Type 87 kísérleti példánya. Még ezen év júniusában a harckocsit elfogadta a Japán Császári Hadsereg, miután mozgás közben egyenetlen terepen és lejtőkön is megbízhatónak bizonyult.

### Type 89 Csi-Ro közepes harckocsi

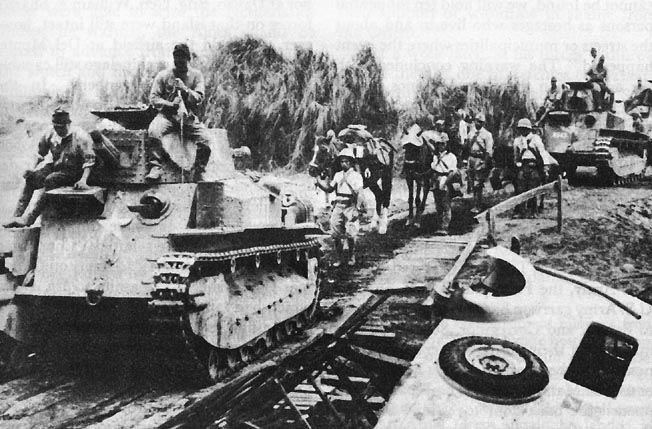
Type 89 Csi-Ro

A Type 87 a Császári Hadsereg szerint túl nehéz (18 tonna) és túl lassú volt fő haderőként való bevetésre, a fejlesztések további célja pedig ezen hátrányok leküzdése volt. A Type 89 Chi-Ro 12,8 tonna, jóval erősebb és könnyebb páncélzattal rendelkezik elődjénél.
Fegyverzete egy Type 90 57 milliméteres ágyú, és (kezdetben) egy Type 99 5.3 milliméteres gépkarabély. A tervek 1929 áprilisában készültek el, a gyártást két évvel később, 1931-ben kezdték. A Type 89 volt az első tank Japánban, melyet tömegesen gyártottak. Két változata a Ko („A”), melybe vízhűtéses benzinmotor került, és az Ocu („B”), ami léghűtéses dízelmotorral működött és jelentősebb elülső páncélzattal rendelkezett. A Type 89 elsőként Kínában került bevetésre, a második világháborúban pedig a Type 97 Csi-Ha vette át a helyét.

### Type 95 Ha-Gó könnyű harckocsi

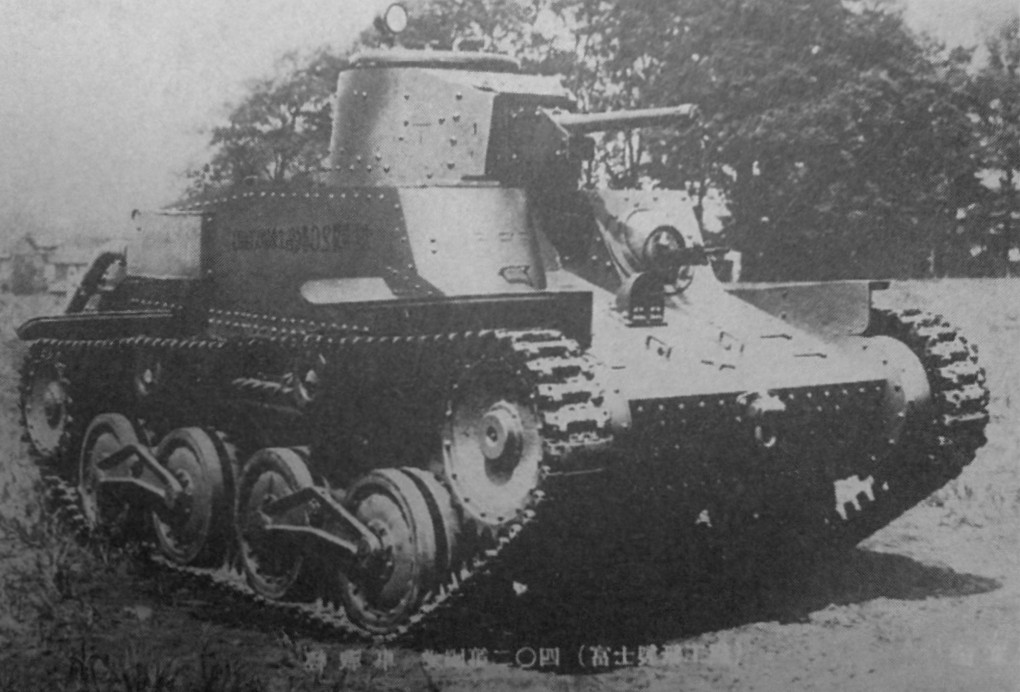
Type 95 Ha-Gó

A gyors és megbízható Type 95 Ha-Gó az egyik legjobbnak tartott japán gyártmányú harckocsi, Kínában és a második világháború során a Távol-Keleten is bevetésre került.  A prototípust a Mitsubishi dolgozta ki, majd a gyártás 1935-ben kezdődött el. A háború végéig több, mint 2000 darab készült el ebből a típusból. Sebessége akár a 45 km/h-t is elérhette, javított hathengeres, 120 LE teljesítményű dízelmotorjának köszönhetően. Fegyverzete egy 37 milliméteres fő ágyúból és két 7.7 milliméteres gépkarabélyból állt. Tornya kicsit bal oldalra csúsztatva kapott helyet, ennek hátulsó oldalán az egyik géppuskával. A másik egy külön kidudorodásban, a lánctalpak fölött volt elhelyezve. A legénység 3 főből állt, ám elhelyezésük nem a legszerencsésebb. Az orrgéppuskás a vezetőhöz közel, a testben foglalt helyet, így a töltés, a célzás és a tüzelés is a parancsnok feladata volt.
A Type 95 többek között a szovjetek elleni halhin-goli csatában (1939), az angolok elleni burmai és indiai harcokban és a második világháború alatt is bevetésre került. Elsőként vetették be valódi tankcsatában a Fülöp-szigeteken, amerikai M3 Stuart könnyű harckocsik ellen, emellett a Type 95 volt az egyetlen ellenséges tank ami Észak-Amerikába is eljutott háború idején. 
Több változata is elkészült, mint például a Type 3 Ke-Ri, amelyet 57 milliméteres Model 97 löveggel szereltek fel, a Ta-Sze, mely egy légvédelmi harckocsi 20 milliméteres légvédelmi ágyúval, vagy a Type 5 Ho-Ru, mely egy torony nélküli önjáró löveg 47 milliméteres ágyúval felszerelve. Type 2 Ka-Mi néven kétéltű változata is létezett, mely a haditengerészet ellátására szolgált.

### Type 97 Csi-Ha közepes harckocsi

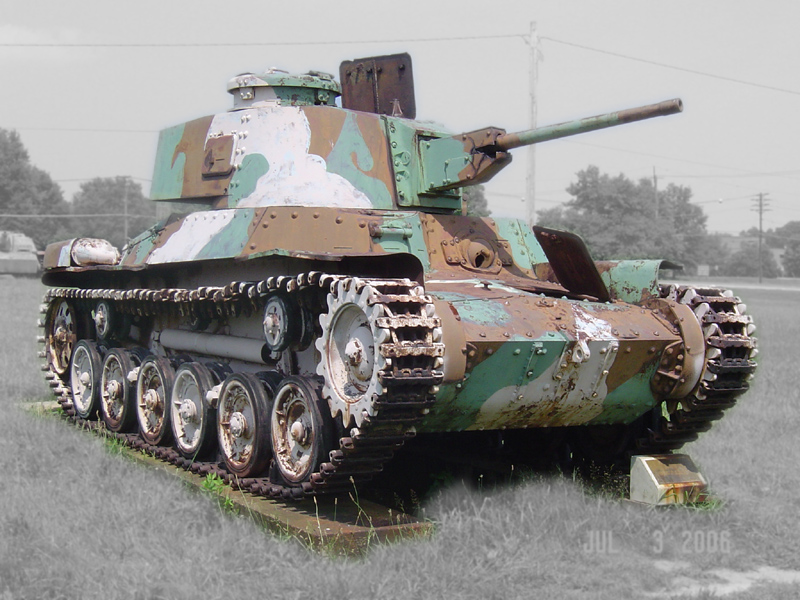
Type 97 Csi-Ha

A Type 97 Csi-Ha modell talán a legeredményesebb volt az összes japán fejlesztésű harckocsi közül. Sorozatgyártásra 1937-ben választották ki, és a második világháború alatt végig szolgálatban volt. A fejlesztők célja egy a Type 89-hez hasonló kaliberű, de a könnyű tankokhoz hasonló sebességű harckocsi létrehozása volt. Ennek köszönhetően ugyan közepes tankként definiálták, nyugati viszonylatokban inkább hasonlított egy könnyű harckocsi felnagyított változatához.
Fegyverzete a Type 89-hez hasonlóan egy 57 milliméteres lövegből, és két 7,7 milliméteres géppuskából állt. Spirálrugós felfüggesztéssel rendelkezett, legénysége 4 fő volt. 170 LE teljesítményű léghűtéses dízelmotorjának köszönhetően képes volt elérni a 39 km/h sebességet is. Másik változata az olcsóbb és könnyebb Csi-Ni, mely 135 LE teljesítményű dízelmotorral és 47 milliméteres löveggel rendelkezett.

### Type 98 Ke-Ni könnyű harckocsi

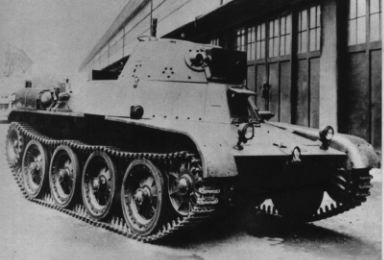
Type 98 A Mitsubishi tervei alapján - sorozatgyártásra nem került

A Type 98 Ke-Ni a már Kínában is bevetett Type 95 Ha-Go harckocsit volt hivatott lecserélni. Prototípusa 1939-ben készült el, ám gyártani csak 1942-ben kezdték. A Japán Császári hadsereg már a háború elején felismerte, hogy a Type 95 nagyon sebezhető a nehéztüzérséggel szemben, ezért a cél egy hasonló súlyú, de jobban páncélozott jármű létrehozása volt. A Type 98 a Type 95-höz hasonló aszimmetrikus toronnyal volt felszerelve, fegyverzetét pedig egy Type 100 37 milliméteres ágyú és egy koaxiális 7,7 milliméteres gépkarabély alkotta. Mindössze 103 példány készült ebből a modellből, nagy részük 1943-ban.

### Type 1 Csi-He közepes harckocsi
A Type 1 Csi-He a Type 97 módosított változata. A 170 LE teljesítményű dízelmotort 230 LE-s váltotta fel, elöl pedig 50 milliméteres páncél védte. Ám hiába volt sebességében és páncélzatában is jobb, mint a Type 97, nem kapott kellő figyelmet a hadseregtől. Az új modell végül a honvédelem szolgálatába állt, valódi ütközetben sosem volt része. Gyártása 1944-ben vette kezdetét, ám kevesebb, mint egy év után leváltotta a Type 3 Csi-Nu közepes harckocsi.

### Type 3 Csi-Nu közepes harckocsi

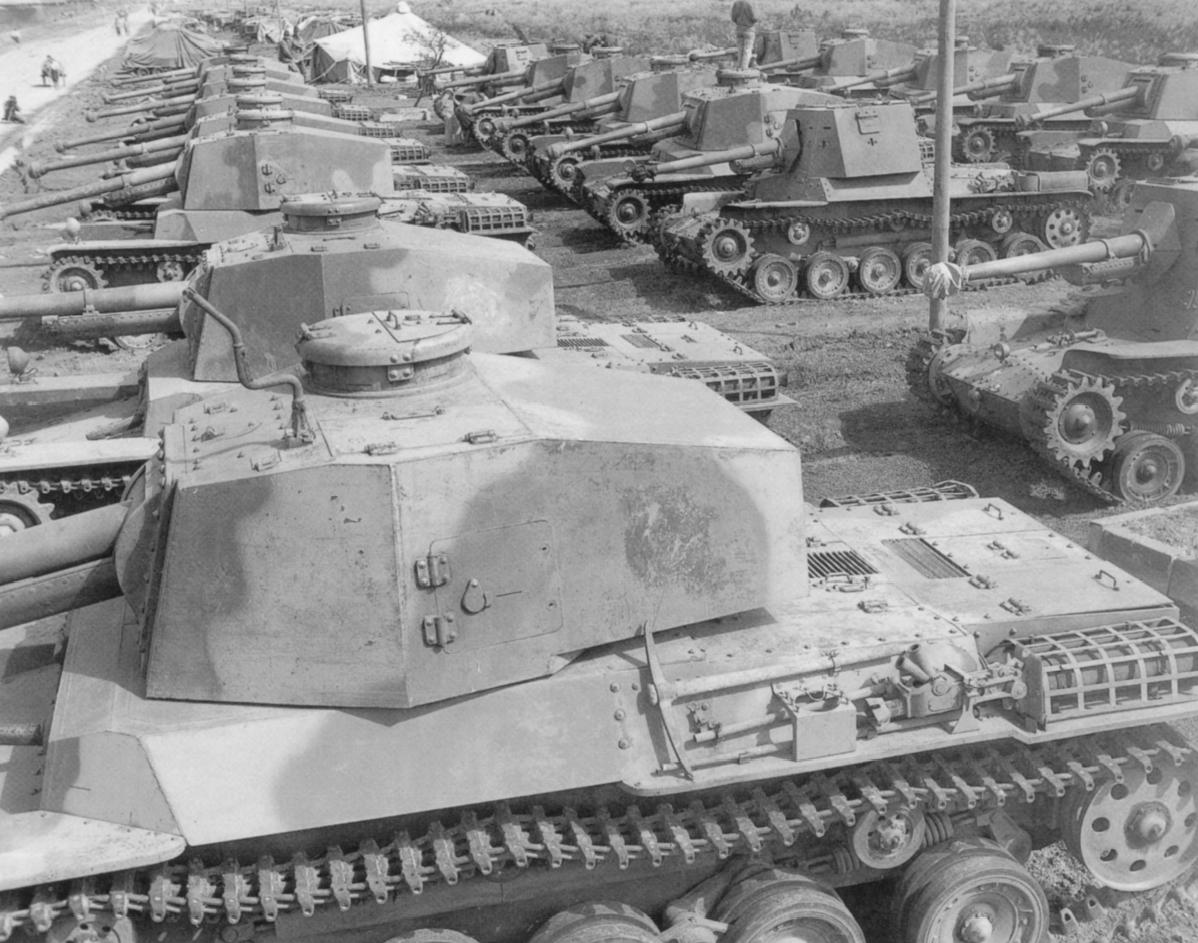
Type 3 Csi-Nu harckocsik a 4. páncélos hadosztályban

A Type 3 Csi-Nu kifejlesztésének fő oka az amerikai M4 Shermanok megjelenése volt. Eredetileg a Csi-He után a Type 4 Chi-To közepes tankot fejlesztették volna tovább, ám nem volt megfelelő haderejük az M4 Shermanok ellen, így a Csi-To és a Type 5 Csi-Ri nehéz tank fejlesztése is háttérbe szorult a hiány pótlása érdekében. Az első tervek 1944 májusában láttak napvilágot, és már azon év októberében elkészültek az új modellel. A Type 3 Csi-Nu tulajdonképpen a Type 97 vonal legújabb változata, hatszög alakú lövegtoronnyal. Fő fegyverzetét egy Type 3 75 milliméteres ágyú alkotta, az egyik legnagyobb ágyú, amit Japán a világháború alatt bevetett. A Csi-Nu volt az utolsó a Japán császári Hadsereg által elfogadott tankok között, gyártása pedig a háború végéig folytatódott. Összesen 166 példány készült el, feladata a hazai szigetek védelmezése volt.

## Honvédelem
Japán az 1931 és 1938 közötti időszakban majdnem 1700 harckocsit gyártott le, 1940-re pedig az egyik legjelentősebb tankállománnyal rendelkezett a világon. A háború végéhez közeledve azonban más területeken kezdődött meg a fejlesztés, a legjobb harckocsikat pedig csak a szigetországot fenyegető erők ellen vetették be. A negyedik páncélos hadosztályt 1944 nyarán hozták létre, hozzáadva az első hadosztály irányításáért felelős harminchatodik alakulathoz. 1945 nyarára már 2970 harckocsit számlált a teljes haderő, mely két hadosztályt, hat brigádot, hét önálló ezredet és néhány kisebb egységet alkotott.
Miután Japán kapitulált, az Egyesült Államok minden harci felszerelés elpusztítását követelték, azonban néhány harckocsi más színtéren, más erők által a háború után is bevetésre került. A szovjetek által elfoglalt japán harckocsik később a szövetségeseikhez kerültek, és 1949-ben a Kínai Népi Felszabadító Hadsereg 349 harckocsiból álló hadereje leginkább Type 95 könnyű harckocsikból és Type 97 közepes harckocsikból állt.

## Fordítás
- Ez a szócikk részben vagy egészben  a   Japanese tanks of World War II című angol Wikipédia-szócikk fordításán alapul.  Az eredeti cikk szerkesztőit annak laptörténete sorolja fel. Ez a jelzés csupán a megfogalmazás eredetét és a szerzői jogokat jelzi, nem szolgál a cikkben szereplő információk forrásmegjelöléseként.